# Estación Treinta y Tres
La Estación Treinta y Tres es una estación de ferrocarril ubicada en la ciudad de Treinta y Tres, capital del departamento homónimo.
El 23 de junio de 1998 el edificio fue declarado Monumento histórico nacional.

## Historia
Con motivo de la finalización de la obras de  el tramo ferroviario entre la localidad de Nico Perez y Treinta y Tres, en 1911 es inaugurada la estación Treinta y Tres. Dicho ramal, estaba proyectado que llegara hacia la frontera con Brasil, por lo cual en 1928 iniciaron la obras del ramal Treinta y Tres - Rio Branco hacia Río Grande. Dicho trazado se conectaría mediante el Puente Internacional Barón de Mauá.
Se ubica en el mapa ferroviario en el kilómetro 334 de la línea que conecta la Estación Central de Montevideo con la ciudad de Río Branco.

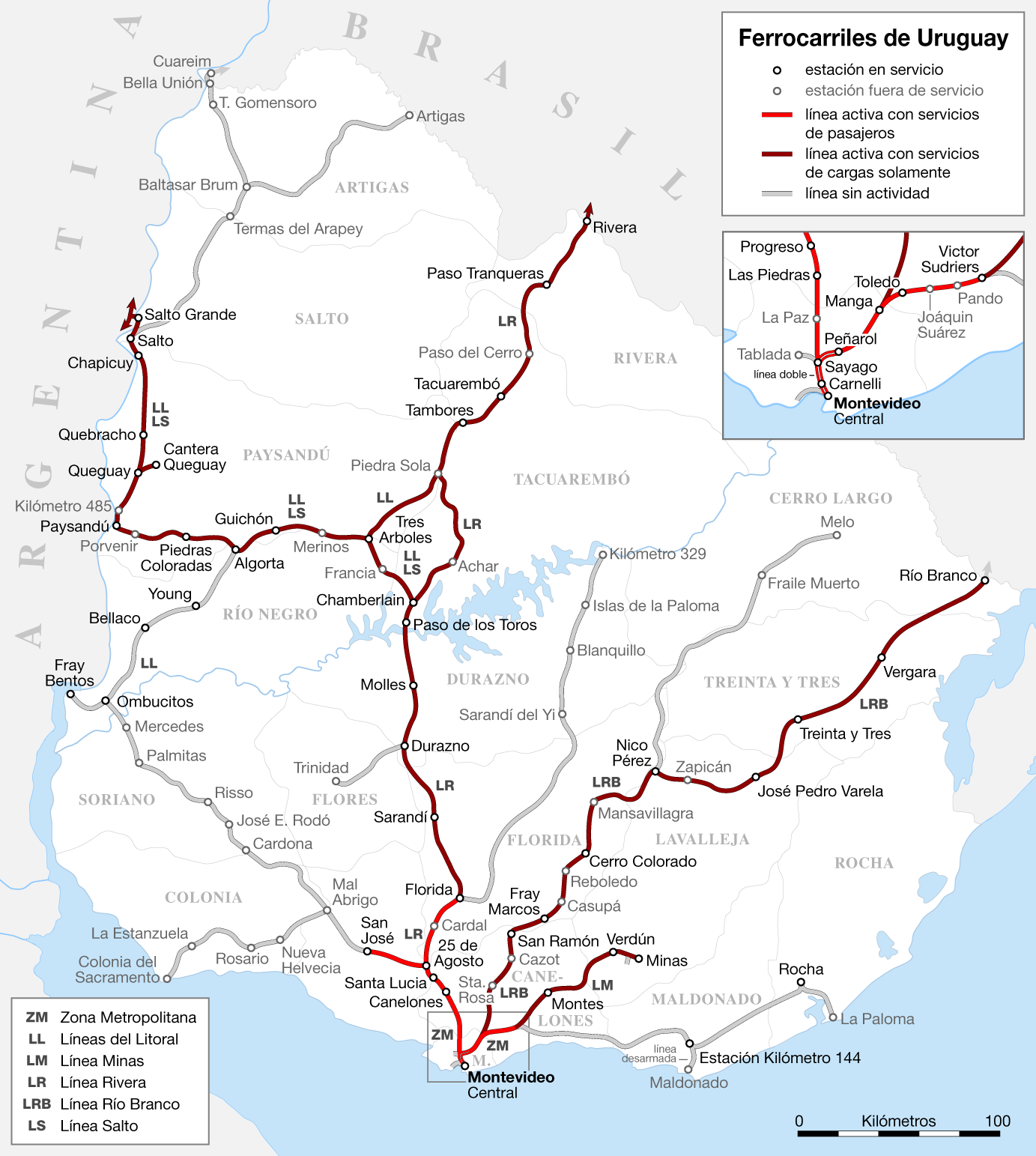
Mapa esquemático de la red ferroviaria de Uruguay.